# مارتینا هلمن
مارتینا هلمن (دانمارکی: Martina Hellmann؛ زادهٔ ۱۲ دسامبر ۱۹۶۰) پرتاب‌گر دیسک اهل آلمان است.
از افتخارات وی می‌توان به کسب مدال پرتاب دیسک در بازی‌های المپیک تابستانی ۱۹۸۸ اشاره کرد.